# Polyipnus asteroides
Polyipnus asteroides és una espècie de peix pertanyent a la família dels esternoptíquids.

## Descripció
- Fa 8,1 cm de llargària màxima.[5][6]

## Hàbitat
És un peix marí i batipelàgic que viu entre 366 i 732 m de fondària.

## Distribució geogràfica
Es troba a l'Atlàntic occidental central: el Canadà, Cuba, Groenlàndia, Puerto Rico i els Estats Units.

## Observacions
És inofensiu per als humans.